# André Aumerle
André Aumerle (* 16. Februar 1907 in Vélizy-Villacoublay; † 24. Oktober 1990 in Créteil) war ein französischer Radrennfahrer und nationaler Meister im Radsport.

## Sportliche Laufbahn
Aumerle war Straßenradsportler. Erste bedeutende Erfolge hatte er als Amateur mit Siegen in den Straßenrennen Paris–Reims und Paris–Troyes 1926 sowie 1929 bei Paris–Rouen. Ein Jahr später gewann er mit dem Rennen Paris–Évreux eines der traditionsreichsten Eintagesrennen für die französischen Amateure. Im Sommer dieses Jahres siegte er bei der französischen Meisterschaft im Straßenrennen. 1928 nominierte ihn der französische Verband für die Olympischen Sommerspiele in Amsterdam, wobei er im Straßenrennen als Achter klassiert wurde, in der Mannschaftswertung wurde er auf Platz sieben registriert. In der Mannschaftsverfolgung wurde er mit seinem Team Vierter. Wenig später wurde er Fünfter bei den UCI-Straßenweltmeisterschaften. 1929 wurde er bei der Weltmeisterschaft erneut Fünfter. Er startete für den Verein Velo Club de Levallois.
1930 wechselte er ins Lager der Berufsfahrer und fuhr in seinem neuen Team Thomann-Dunlop an der Seite von Georges Speicher.